# 1857 en musique classique
| \| • Retour à la chronologie générale de la musique classique • \| |
| Grèce • Rome • Haut Moyen Âge • VIIIe siècle • IXe siècle • Xe siècle • XIe siècle XIIe siècle • XIIIe siècle • XIVe siècle • XVe siècle • XVIe siècle • XVIIe siècle XVIIIe siècle • XIXe siècle • XXe siècle • XXIe siècle |
| • Retour à la chronologie générale de la musique classique • |

| Années en musique classique : 1854 - 1855 - 1856 - 1857 - 1858 - 1859 - 1860    |
| Décennies en musique classique : 1820 - 1830 - 1840 - 1850 - 1860 - 1870 - 1880 |

## Événements

### Créations
- 7 janvier : le Concerto pour piano no 2 de Franz Liszt, créé à Weimar sous la direction du compositeur, un de ses élèves Hans Bronsart von Schellendorff étant au clavier.
- 22 janvier : la Sonate en si mineur de Franz Liszt, créée avec Hans von Bülow au piano.
- 12 mars : Simon Boccanegra, opéra de Giuseppe Verdi créé au théâtre de la Fenice à Venise.
- 17 mars : la Symphonie no 6 de Niels Gade, créée à Copenhague.
- 9 avril : Docteur Miracle, opérette de Georges Bizet, créée aux Bouffes-Parisiens.
- 5 mai : L’Opéra aux fenêtres, opérette de Léon Gastinel, créée aux Bouffes-Parisiens.
- 16 août : Aroldo, opéra de Giuseppe Verdi, créé au Teatro Nuovo de Rimini.
- 5 septembre : la Faust-Symphonie de Franz Liszt, créée à Weimar.
- 10 octobre : Le Mariage aux lanternes opérette de Jacques Offenbach, créée à Paris.
- 7 novembre : la Dante-Symphonie de Franz Liszt, créée à Dresde.

Date indéterminée

### Autres
- Fondation de l'Orchestre du Gürzenich de Cologne.

## Naissances

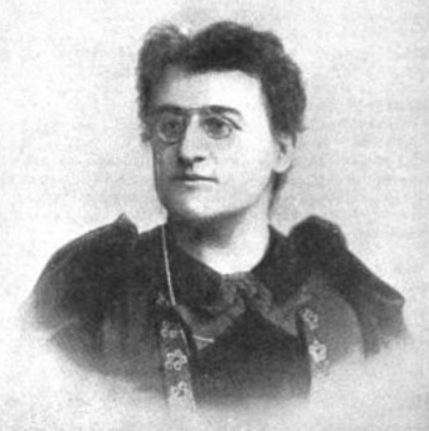
Ethel R. Harraden

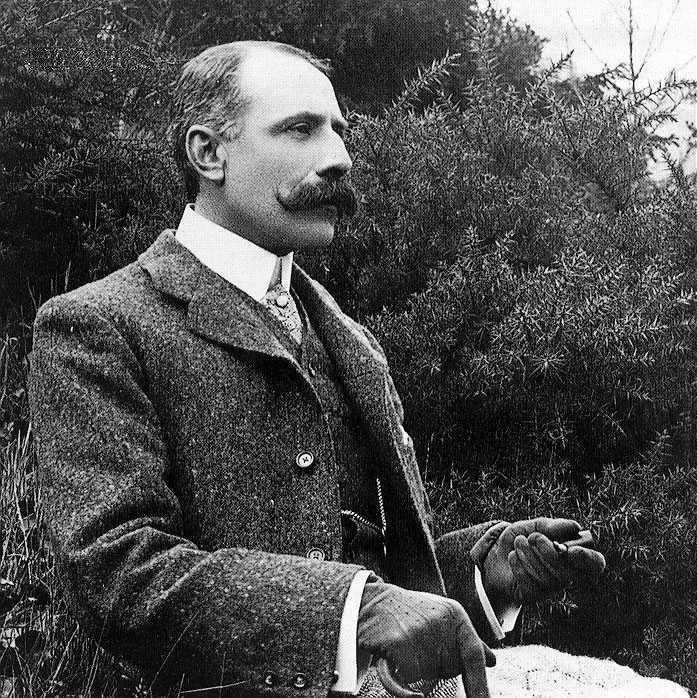
Edward Elgar

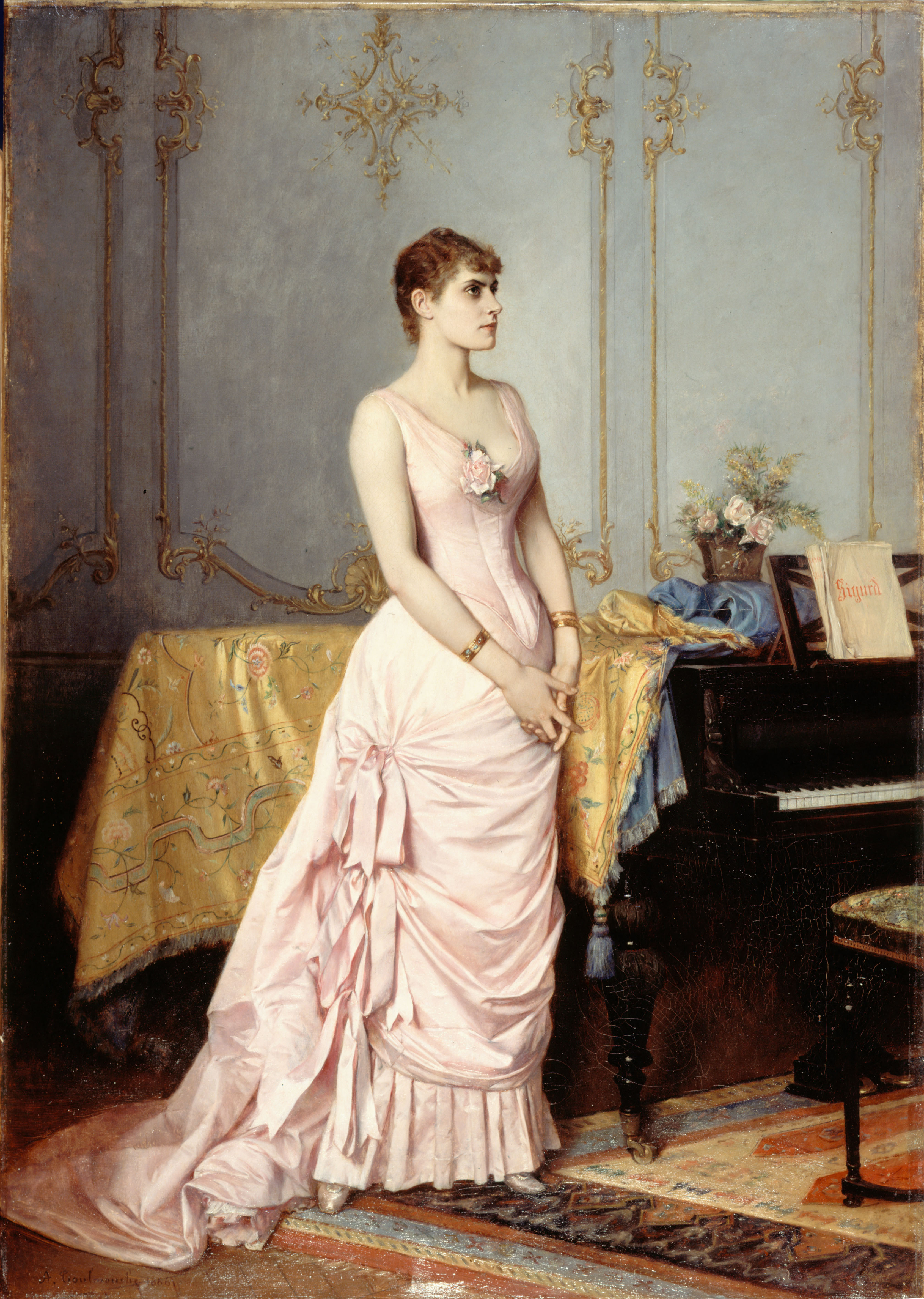
Rose Caron

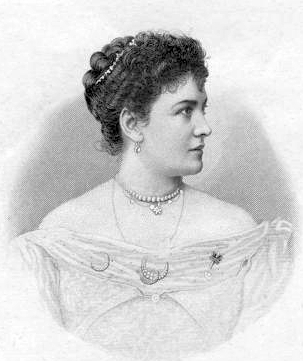
Lillian Nordica

- 14 janvier : Ethel R. Harraden, pianiste, compositrice et critique musicale anglaise († 5 janvier 1917).
- 30 janvier : Gustav Helsted, organiste et compositeur danois († 1er mars 1924).
- 3 mars : Alfred Bruneau, compositeur français († 15 juin 1934).
- 4 mars : Gustav Kobbé, critique musical américain († 27 juillet 1918).
- 15 mars : Berta Bock, compositrice roumaine († 4 avril 1945).
- 18 mars : César Thomson, violoniste et compositeur belge († 21 août 1931).
- 25 mars : Elena Teodorini, soprano et mezzo-soprano roumaine († 27 février 1926).
- 17 avril : Mary Knight Wood, compositrice, pianiste et professeur de musique américaine († 20 décembre 1944).
- 23 avril : Ruggero Leoncavallo, compositeur italien († 9 août 1919).
- 29 avril : František Ondříček, violoniste et compositeur tchèque († 12 avril 1922).
- 8 mai : Heinrich Berté, compositeur austro-hongrois d'opéras et d'opérettes († 23 août 1924).
- 9 mai : Luigi Illica, librettiste († 16 décembre 1919).
- 2 juin : Sir Edward Elgar, compositeur et chef d'orchestre britannique († 23 février 1934).
- 12 juin : Achille Simonetti, violoniste et compositeur († 19 novembre 1928).
- 2 juillet : Francesco Spetrino, compositeur et chef d'orchestre italien († 27 juillet 1948).
- 5 juillet : Jules Auguste Wiernsberger, compositeur français († 15 décembre 1925).
- 8 juillet : Rudolf Dellinger, compositeur et chef d'orchestre allemand († 24 septembre 1910).
- 29 juillet : Paul Viardot, violoniste et musicologue français († 11 décembre 1941).
- 8 août : Cécile Chaminade, compositrice et pianiste française († 13 avril 1944).
- 18 août : Eusebius Mandyczevski, musicologue, compositeur, chef d'orchestre et professeur de musique ukraino-autrichien († 13 mars 1929).
- 22 août : Johannes Messchaert, chanteur de mélodies, d'opéra et professeur de chant néerlandais († 9 septembre 1922).
- 18 septembre : Blanche Deschamps-Jéhin, chanteuse lyrique française († juin 1923).
- 25 septembre : José Tragó, pianiste, compositeur et pédagogue espagnol († 3 janvier 1934).
- 4 octobre : Henry Schoenefeld, compositeur et chef d'orchestre américain († 4 août 1936).
- 11 octobre : Henri Cain, dramaturge et librettiste français († 21 novembre 1937).
- 19 octobre : Emile von Brucken Fock, compositeur néerlandais († 6 janvier 1944).
- 17 novembre : Rose Caron, soprano française († 9 avril 1930).
- 12 décembre : Lillian Nordica, soprano américaine († 10 mai 1914).
- 25 décembre : Dominique-Charles Planchet, organiste  et compositeur français († 19 juillet 1946).
- 30 décembre : Sylvio Lazzari, compositeur français d'origine autrichienne († 10 juin 1944).

## Décès

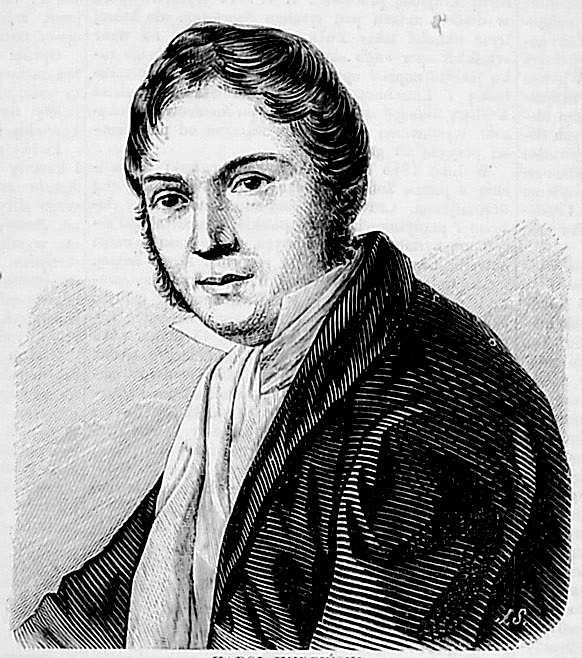
Karol Kurpiński

- 19 janvier : Franz Limmer, compositeur autrichien (° 2 octobre 1808).
- 3 février : Johann Gottlieb Kotte, clarinettiste classique et musicien de chambre royal saxon (royaume de Saxe) (° 29 septembre 1797)
- 14 février : Johannes van Bree, compositeur néerlandais (° 29 janvier 1801).
- 15 février : Mikhaïl Glinka, compositeur russe (° 1er juin 1804).
- 14 mai : Jacob Niclas Ahlström, compositeur et maître de chapelle suédois (° 5 juin 1805).
- 6 juin : Katharina Tomaselli, chanteuse d'opéra autrichienne (° 27 février 1811).
- 15 juillet : Carl Czerny, compositeur et pianiste autrichien (° 20 février 1791).
- 1er août : Emilie Zumsteeg, auteur et compositrice, pianiste et chef de chœur allemande (° 9 décembre 1796).
- 6 septembre : Donatien Urbin, corniste français (° 24 mai 1809).
- 18 octobre : Karol Kurpiński, compositeur polonais (° 6 mars 1785).
- 1er décembre : Benoit Mozin, compositeur français (° 21 mars 1769).
- 11 décembre : Castil-Blaze, musicographe, critique musical, compositeur et éditeur français (° 1er décembre 1784).
- 24 décembre : Félix Cazot, pianiste, compositeur et pédagogue français (° 6 avril 1790).
- 30 décembre : Nicolas Louis, violoniste, pianiste et compositeur français (° 28 novembre 1807).